# Zoé Jusseret
Zoé Jusseret, née en 1987 en Lorraine belge (province de Luxembourg), est une illustratrice, autrice de bande dessinée et de romans graphiques belge.

## Biographie
Zoé Jusseret naît en 1987 en Lorraine belge en province de Luxembourg. Elle grandit près de ses frères Arthur et Lionel Jusseret où ils passent leur enfance et adolescence dans la région de Bastogne. Enfant, elle lit beaucoup de bandes dessinées. Après des cours à l’académie des beaux-arts de Marche-en-Famenne et à la fin de ses humanités – équivalent du baccalauréat, elle hésite entre l'illustration et la bande dessinée. Une amie lui prête un livre de Dominique Goblet dont la lecture emporte sa décision. Elle s’inscrit à l’Institut Saint-Luc de Bruxelles. Ses professeurs lui font découvrir la bande dessinée alternative et le monotype, technique qu’elle affectionne particulièrement. Elle obtient son diplôme en juin 2008. Ses premiers travaux sont publiés sur le site Grandpapier.org et elle continue par la suite : 7 albums sont disponibles en 2021. Elle contribue à des collectifs de micro-édition tels que Tomoko ou encore 9e Rêve (2006) ainsi qu'au collectif 2048 édité par les éditions Salmigondis. Qui mange des couteaux,, est son premier livre. L'ouvrage est sélectionné au prix Artémisia 2017. Le journal Le Soir qualifie l'ouvrage de « gemme ». Son éditeur relève « Son univers est à la fois sombre et délicat. Si ses histoires teintées d’angoisse échappent à la réalité stricte, elles évoquent assurément la difficulté à être au monde… » 
Depuis, elle s’est installée au Canada.
Elle participe à l'exposition collective Kalipolis dans le cadre du parcours d'artistes de Saint-Gilles en mai 2008.
Houtopia accueille l'exposition Carte blanche à 8 jeunes talents montée à l'occasion du 10e anniversaire des Z'Ateliers créatifs d'Houffalize en 2011. En 2018, c'est L'Orangerie, un espace d'art contemporain qui accueille l'exposition en duo avec son frère à Bastogne,.
En 2020, elle publie dans MAD (Le Magazine des Arts et du Divertissement, le supplément culturel du journal Le Soir) spécial Renaître après le confinement sous la houlette de Daniel Couvreur, le supplément culturel du journal Le Soir. Elle dédie la planche réalisée aux grands-mères et aux aînées. La même année, elle illustre le livre de photographies de son frère Kinderszenen : treize scènes d'enfants.
Elle fait partie du Collectif des créatrices de bande dessinée contre le sexisme.
Parallèlement, elle est institutrice au Canada,.

## Œuvre

### Publications

#### Romans graphiques
- Qui mange des couteaux[4],[9],[10],[12], Frémok, coll. « Flore », Bruxelles, 11 mars 2016
Scénario, dessin et couleurs : Zoé Jusseret -  (ISBN 978-2-930204-91-8)
- Les Apprenties[19],[20], Frémok, Bruxelles, 14 mars 2025
Scénario, dessin et couleurs : Zoé Jusseret -  (ISBN 9782390220558)

#### Albums sur le site grandpapier.org
- Murène[7], août 2008
- Pissenlit, octobre 2008
- La Fille seule, mai 2009
- 24H 20009, mai 2009
- Tes yeux, octobre 2012
- Petite, décembre 2013
- Les Apprenties, janvier 2021 (en cours de réalisation).

#### Collectifs

##### Le9eRêve
- 6. 30 ans de BD à Saint-Luc et à l'ERG[21], École de recherche graphique, Institut Saint-Luc de Bruxelles, Bruxelles, septembre 2006
Scénario : collectif - Dessin : collectif dont Zoé Jusseret - Couleurs : quadrichromie,Illustration de couverture : François Schuiten et Claude Renard. Contribution : En attendant Zorro (5 pages).

#### Illustration
- Lionel Jusseret (photographe), Babouillec (textes) et Zoé Jusseret (ill.) (postface Josef Schovanec), Kinderszenen : treize scènes d'enfants[2], Paris, Loco, 19 juin 2020, 198 p., ill.; 30 cm (ISBN 978-2-84314-010-5, présentation en ligne)livre de photographies sur  les enfants autistes.

#### Livres
: document utilisé comme source pour la rédaction de cet article.
- Thierry Bellefroid et Jean-Marie Derscheid, « Jusseret Zoé Dessinatrice — Scénariste », dans 77 auteurs de bande dessinée en Wallonie et à Bruxelles, Bruxelles, Wallonie-Bruxelles International, 2017, 128 p., ill. ; 26 cm (ISBN 2-930071-83-4, lire en ligne), p. 63.
- Daisy Le Corre, « Témoignage de Zoé Jusseret, 33 ans, une Belge qui étudie à la SFU (Simon Fraser University) », dans Partir étudier au Canada - Édition 2021, s.l., L'Étudiant Éditions, 2021 (ISBN 9782380151411 et 2380151415, OCLC 1439306423) lire sur Google Livres.
- Philippe Mellot, Michel Denni, Laurent Turpin et Isabelle Morzadec, Trésors de la bande dessinée : BDM 2023-2024 - Catalogue encyclopédique et Argus, Paris, Les Arènes, novembre 2022, 23e éd., 1677 p., ill. ; 23 cm (ISBN 9791037507280, OCLC 1351462460, présentation en ligne), p. 1042. .

#### Périodiques
- « Zoé et Lionel Jusseret Convergences », Le Vif/L'Express,‎ 3 octobre 2018 (lire en ligne , consulté le 25 juin 2024).

### Émissions de radio
- D'avant-garde et féminine, la BD de Zoé Jusseret, émission Culture et confiture sur ICI Radio-Canada Première, (15 min), 13 août 2022.